# Písek
Písekⓘ (niem. Pisek) − miasto w Czechach, w kraju południowoczeskim, nad Otavą. Według danych z 1 stycznia 2024, liczba mieszkańców miasta wynosi 30 986 osób (35. miejsce w kraju).
Miasto zostało założone w 1254 r. przez Przemysła Ottokara II, (choć jako osada istniało już przed końcem XII w.), i jest  ważnym  ośrodkiem kulturalnym, naukowym  i turystycznym kraju południowoczeskiego.
W mieście znajduje się najstarszy kamienny most w Czechach, będący drugim najstarszym w  Europie na północ od Alp. Został on wybudowany w XIII wieku.
W mieście znajduje się stacja kolejowa Písek.

## Zabytki
- Gotycki kościół Narodzenia Najświętszej Marii Panny z wieżą wysokości 74 m
- Gotycki zamek miejski, obecnie siedziba  muzeum regionalnego
- kamienny most na Otawie
- „Słodownia” - obszerne centrum sztuki (na terenie zamku)
- Ratusz barokowy z 1740-1767
- Historyczna elektrownia wodna z 1887 (małe muzeum)
- Sala koncertowa (były późnogotycki kościół  Trójcy Przenajświętszej)
- Kościół Podwyższenia Krzyża Świętego
- Kościół św. Wacława
- Stadnina koni z 1902 (narodowy zabytek kultury)
- Miejska wyspa

## Demografia
| Rok             | 1970   | 1980   | 1991   | 2001   | 2003   | 2008   | 2021   | 2024   |
| --------------- | ------ | ------ | ------ | ------ | ------ | ------ | ------ | ------ |
| Liczba ludności | 23 713 | 28 104 | 29 550 | 29 796 | 29 774 | 29 898 | 30 379 | 30 986 |

Źródło: Czeski Urząd Statystyczny

## Galeria

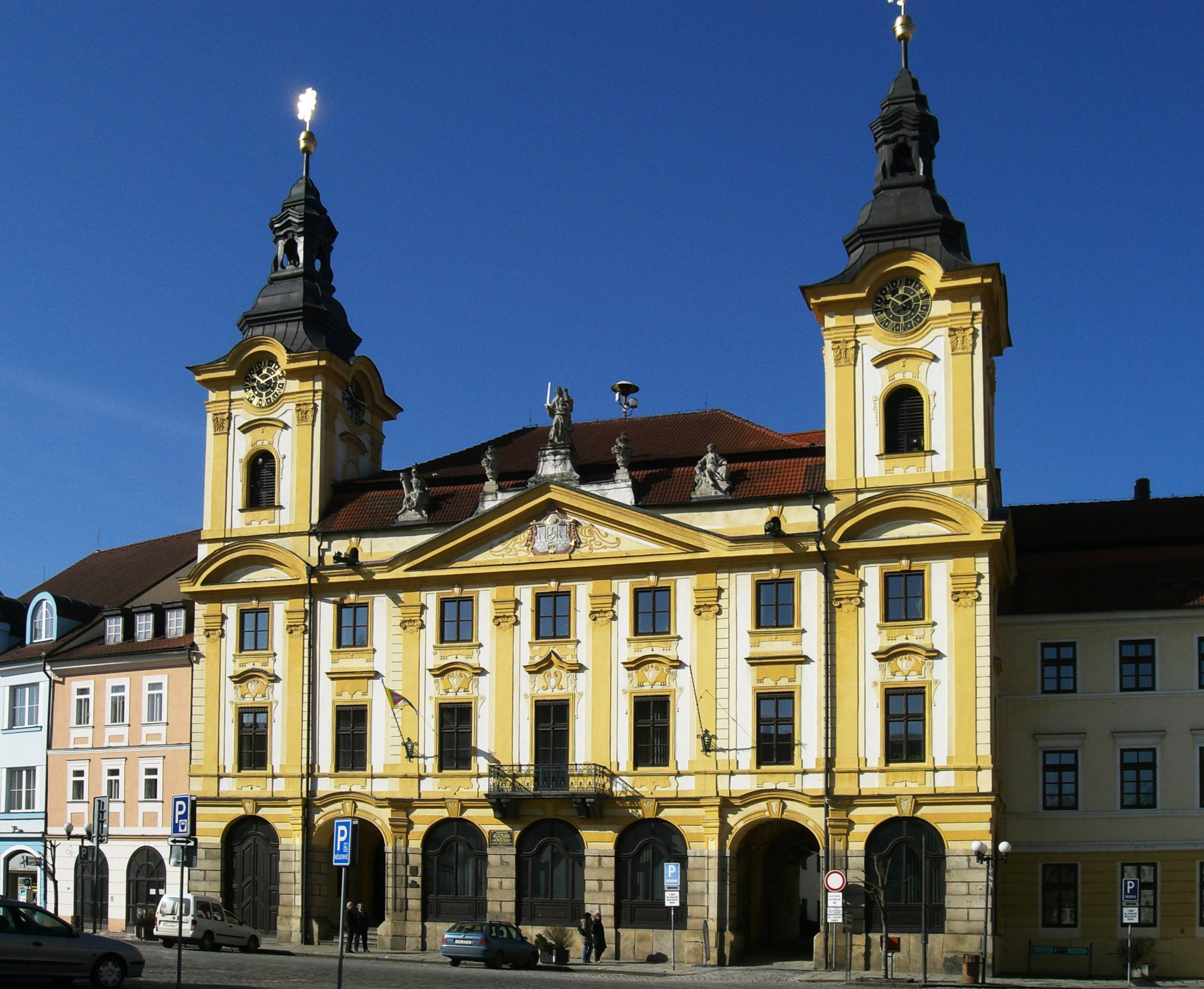
Ratusz
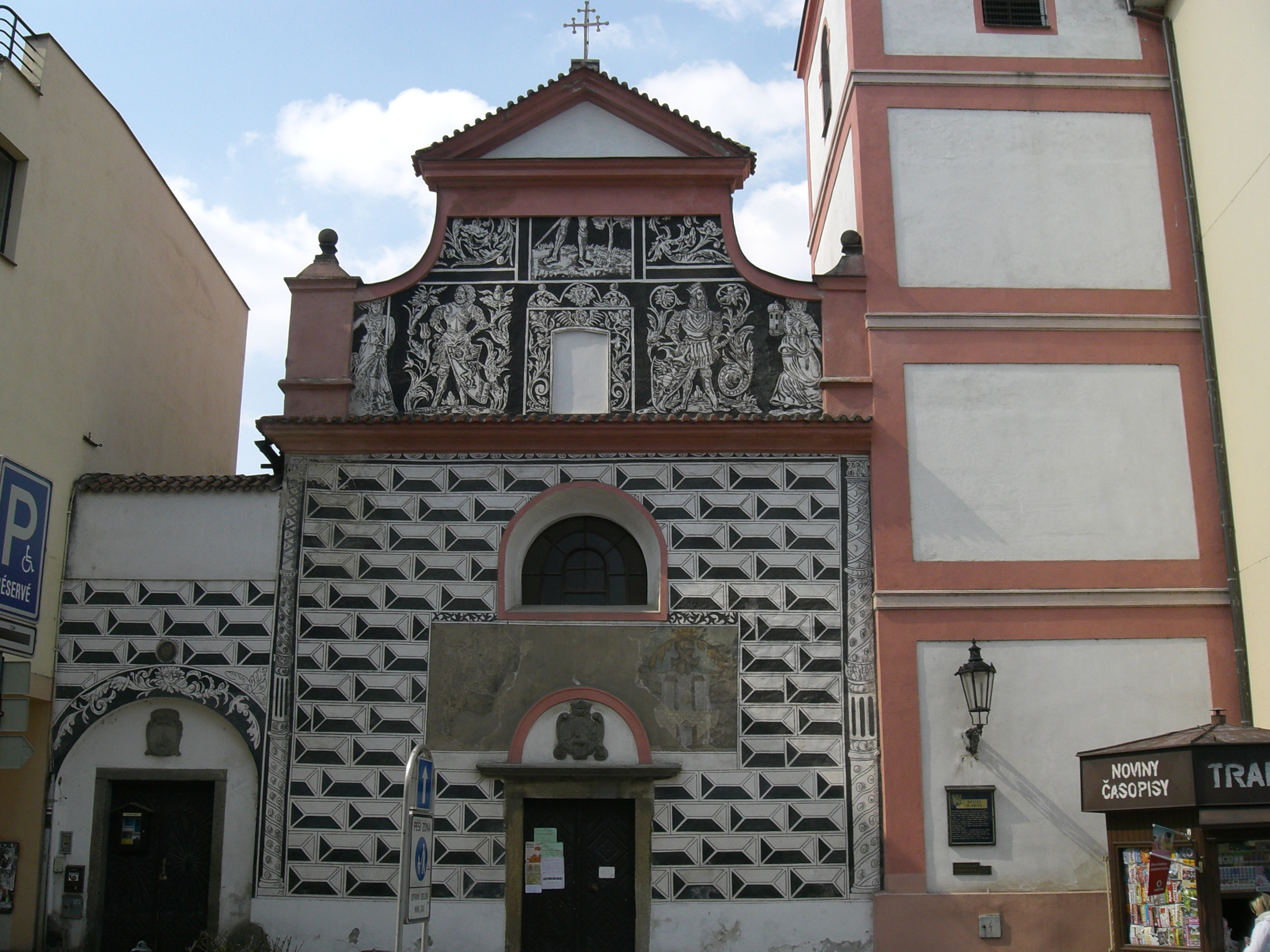
Kościół Podwyższenia Krzyża Świętego
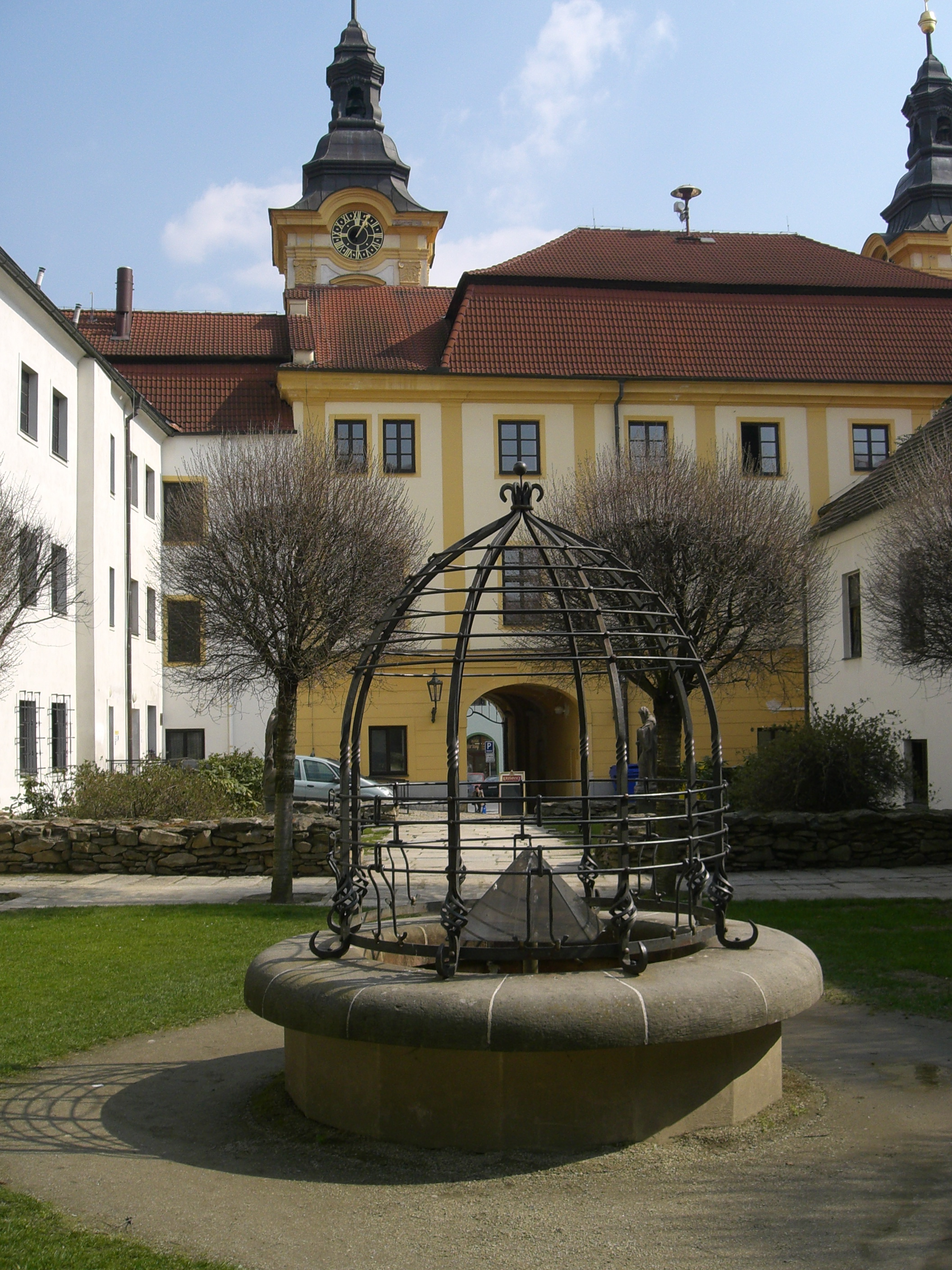
Zamek

## Miasta partnerskie
- Caerphilly